# Dany Logan
 (mars 2008).
Si vous disposez d'ouvrages ou d'articles de référence ou si vous connaissez des sites web de qualité traitant du thème abordé ici, merci de compléter l'article en donnant les références utiles à sa vérifiabilité et en les liant à la section « Notes et références ».
Pour l’article homonyme, voir Logan.
Dany Logan, de son véritable nom Daniel Deshayes, est un chanteur de rock français, né le 12 février 1942 à Paris et mort le 9 juin 1984 dans la même ville.

## Biographie
Il choisit son nom de chanteur en regardant le film Johnny Guitar (Logan est le nom du personnage principal) et fait ses débuts en septembre 1961 au sein du groupe Les Pirates, qui va enregistrer 8 disques EP 45 tours. Au printemps 1963, il quitte le groupe et entame une carrière solo pour enregistrer trois disques EP 45 tours qui n'auront pas un très grand succès. Il figure sur la Photo du siècle regroupant 46 vedettes françaises de la vague yéyé en avril 1966.
Sa carrière solo n'ayant qu'un succès d'estime, il se recycle dans l'animation de fêtes commerciales, de centres commerciaux, de foires, de salons, et fait quelques espaces publicitaires.
Il meurt en 1984 à l'âge de 42 ans, et est enterré au cimetière de Montmartre (division 5) à Paris.

## Discographie

### Avec les Pirates[2]
- Oublie Larry, Le Jet, Je bois du lait, Tu mets le feu.
- Cutie Pie, Mon Petit Ange, Ding Dong, Tchouga Tchouga.
- Dany (repris par également par Danny Boy), Je te dis merci, Twist Twist Baby, Caroline.
- Twist de Paris, Spring Twist, La Route du twist, Oh donne-moi ton cœur.
- Entre toi et moi, Twist de Paris.
- Laissez-nous twister, repris également par Johnny Hallyday et Les Chats sauvages, Cri de ma vie, repris également par Sylvie Vartan, Le Slow Twist, Danse un twist.
- Madison Twist, P'tit Wap, Sur ma plage, De tout mon cœur. repris également par Les Chats Sauvages.
- Le Loco-motion, repris également par Sylvie Vartan, Sheila, repris également par Sheila et Lucky Blondo, Milk Shake, Dancin' Party.

En 1963, il fut le parrain de plusieurs jeunes chanteurs dont Mickael Prym (les Twisteurs fous) et de Jerry Rock (les Movers)

### Seul
- Donne tes 16 ans, de Charles Aznavour, Chouette Choc Chérie, Vous les filles, Dis-lui, repris également par Claude François.
- Le Soleil de l'été adapté d'Eddie Cochran, Summertime Blues, Mon Cœur à Juan-les-Pins, Pas de chance, Spécial Blue Jeans.
- Qu'en fais-tu, Nous n'avons que seize ans, Elles viennent, Y a que toi.

## Cinéma
Il joue au cinéma dans deux films : Du mouron pour les petits oiseaux de Marcel Carné et Clémentine chérie.

## Abandon de la carrière artistique
Il devient agent d'assurances puis animateur de quinzaines commerciales. Dépendant à l'alcool, il a le moral brisé par son divorce . Il meurt d'une crise cardiaque cinq jours après son remariage avec Michèle, une de ses fans.